# Вукашин Марковић (дефектолог)
Вукашин Марковић (Крагујевац, 28. фебруар 1904 — Београд, 1973), дефектолог, професор, педагошки саветник, стручни писац.

## Каријера
У Крагујевцу је завршио основну школу и Педагошко одељење гимназије (1923). Прво се запослио као учитељ у Дренчу (1923), премештен је у Главицу у Параћинском срезу (1925) а затим у Београд (1927). Ту је 1929. завршио течај за наставнике са слабомисленом децом. Завршио је и течајеве за психологију и педагогију у Београду (1927), течај школе рада у Делницама (1932), течај психологије, сугестије и васпитања (1937). Радио је као дефектолог у Дому малолетника у Београду (1927—1932), Помоћној школи у Земуну (1932—1935) и Школи за дефектну децу у Београду (1935—1938) а у новембру 1937. званично је постављен за наставника школе за дефектну децу. Био је референт одсека за специјалне школе (1938—1950), педагошки саветник, затим је радио у одељењу за редовне школе, у Планском одељењу и др. На Вишој педагошкој школи у Београду и Ријеци предавао је Радно васпитање и Политичко образовање. Ради стручног усавршавања у специјално-педагошком раду ишао је у Чехословачку (1930) и Француску. После Другог светског рата радио је на увођењу радно-техничког образовања у специјалне и редовне основне школе.
Објављивао је стручне монографије и методске приручнике за рад са ментално заосталом децом. Објавио је нашу прву олигофренопедагогију Помоћна школа (1934) и први уџбеник за специјалну основну школу код нас Мала рачуница, који је све рачунске операције до десет приказао без речи, искључиво у слици и бројевима. Министарство му је одобрило штампање Буквара о активној методи, али због недостатка средстава то није реализовано. Био је коаутор приручника за учитеље Основи општетехничког образовања, за I, II и III разред основне школе (1962); уџбеника Основи општетехничког образовања за ученике од I-VIII разреда основне школе, преведеног на словачки и албански; уџбеника Дете на улици и путу, за I-ВIII разред, преведеног на албански и мадјарски; приручника Школска радионица у осмогодишњој школи (1957). Са З. Марковићем превео је приручник А. С. Пчелка и П. А. Звитајева Елементи политехничке наставе у основној школи од I до IV разреда (1959). Стручним педагошким чланцима сарадјивао је у листовима и часописима Учитељ и Просветни преглед. Имао је звање педагошког саветника. Наградјен је многим повељама и похвалама. Школа за основно и средње образовање у Крагујевцу за децу са сметњама у развоју носи његово име.
Био је члан: Градске комисије за техничко васпитање деце и омладине Београда, Стручног савета Центра за техничко васпитање у Пионирском граду, Савета катедре за техничко васпитање Центра за стручно усавршавање наставника СР Србије, Савета за просвету НОО Врачар, Школског одбора Школе ученика у привреди града Београда и др.

## Дела
Помоћна школа, Београд 1934; и Стојанка Марковић, Школска радионица у основној школи, Београд 1957; превод са руског: и Љ. Савић, З. Марковић, А. Г. Дубов, Практични радови у школским радионицама, Београд 1960
По њему је названа Школа за основно и средње образовање „Вукашин Марковић” Крагујевац.